# The Anatomy Of...
Albums de Between the Buried and Me
Alaska
(2005) Colors
(2007)
The Anatomy Of... est un album de reprises du groupe de Mathcore Américain Between the Buried and Me.
L'album est composé de titres de groupes qui ont influencé les membres de Between the Buried and Me dans leurs compositions musicales.
L'album est sorti le 13 juin 2006 sous le label Victory Records.

## Composition
- Tommy Giles Rogers – Chant / Claviers
- Paul Waggoner – Guitare
- Dustie Waring – Guitare
- Dan Briggs – Basse
- Blake Richardson – Batterie

## Liste des morceaux
1. Blackened (reprise de Metallica) – 6:40
2. Kickstart My Heart (reprise de Mötley Crüe) – 4:55
3. The Day I Tried to Live (reprise de Soundgarden) – 5:28
4. Bicycle Race (reprise de Queen) – 3:09
5. Three of a Perfect Pair (reprise de King Crimson) – 4:11
6. Us and Them (reprise de Pink Floyd) – 7:52
7. Geek U.S.A. (reprise de The Smashing Pumpkins) – 5:25
8. Forced March (reprise de Earth Crisis) – 3:52
9. Territory (reprise de Sepultura) – 4:50
10. Change (reprise de Blind Melon) – 4:07
11. Malpractice (reprise de Faith No More) – 4:02
12. Little 15 (reprise de Depeche Mode) – 4:31
13. Cemetery Gates (reprise de Pantera) – 7:05
14. Colorblind (reprise de Counting Crows) – 3:47